# Phoenix Mail
Phoenix Mail ist ein freies, schlankes E-Mail-Programm für POP3/SMTP mit Transport Layer Security. Als vorteilhaft wird von vielen Nutzern gesehen, dass das Programm mit keinerlei Datenbank arbeitet. Alle E-Mails werden unverändert im MSG-Format auf der Festplatte abgelegt, die Adressbücher in einer handlichen CSV-Datei. Durch diese vom System losgelöste Speicherung aller Daten kann Phoenix Mail auch auf einem Wechseldatenträger (z. B. USB-Stick) betrieben werden. Es läuft außerdem auf allen Windows-Versionen ab Windows Vista (leicht eingeschränkt auch unter Windows XP mit SP3 oder unter Linux mit Wine).

## Herkunft
Phoenix Mail (die Urversion) wurde in den Jahren 1998–1999 von Michael Haller mit Delphi3 programmiert und als Freeware (Open Source) vertrieben. Michael Haller hat den Quellcode veröffentlicht und es so jedem ambitionierten Programmierer ermöglicht, den Mailclient nach eigenen Wünschen weiterzuentwickeln. Er selbst arbeitet nicht mehr daran. Das Angebot wurde von mehreren Leuten angenommen, dadurch gibt es inzwischen verschiedene Programme unter dem Namen Phoenix Mail.
Zwei Entwicklerteams haben sich bei Sourceforge.net niedergelassen. Eines arbeitete am originalen Phoenix Mail 0.93xx und wird als PMO-Team bezeichnet. Das zweite entwickelte unter dem Namen RoundAbout eine eigene Phoenix-Mail-Version. Diese wurde inzwischen um viele Funktionen erweitert und ist durch die internationalen Mitglieder in verschiedenen Sprachen erhältlich.
Eine rein deutsche Version wird von Roland Ruder betreut und ist gekennzeichnet durch das Kürzel „2020“.

## Weiterentwicklung
Die drei aus der ersten Phoenix-Mail-Generation hervorgegangenen Versionen unterscheiden sich inzwischen stark. Trotzdem sind die Strukturen, in denen die Postfächer auf dem PC des Benutzers abgelegt werden, größtenteils kompatibel.
Phoenix Mail PMO
Seit Ende 2005 wurde keine neue Version herausgegeben. Die Weiterentwicklung wurde eingestellt.
Phoenix Mail RoundAbout
Seit Ende 2003 wurde keine neue Version herausgegeben. Die Weiterentwicklung scheint mittlerweile eingestellt worden zu sein.
Phoenix Mail (ab 2003 bis) 2020
Diese Version wird noch weiterentwickelt, vom Autor werden regelmäßig Bugfix-Releases mit kleineren Verbesserungen und Add-ons veröffentlicht.